# 勿論、慰謝料請求いたします!
『勿論、慰謝料請求いたします！』（もちろん、いしゃりょうせいきゅういたします）は、soyによるネット小説。イラストはm/gが担当している。2017年より小説家になろうで小説を投稿した後、2018年にビーズログ文庫（KADOKAWA）より書籍化。2021年12月時点で電子版を含めたシリーズ累計部数は100万部を記録している。
無糖党によるコミカライズが2018年12月25日発売の『めちゃコミックfufu』（双葉社）に掲載され『めちゃコミック』で独占先行配信されていたほか、2019年7月からはニコニコ静画内の『モンスターコミックス』で、2019年12月からは『がうがうモンスター』で連載されている。

## あらすじ
主人公伯爵令嬢ユリアスの婚約者は、突如婚約を破棄する宣言をする。彼は最近転校してきた庶民上がりの伯爵令嬢に夢中で、ユリアスを悪役に仕立て上げるつもりらしい。2人に立ち向かうため、ユリアスはあの手この手を尽くしていく。

## 既刊一覧

### 小説
- soy（著）・m/g（イラスト）『勿論、慰謝料請求いたします！』 KADOKAWA〈ビーズログ文庫〉、既刊6巻（2022年8月12日現在）
  1. 2018年9月15日発売[1]、ISBN 978-4-04-735289-6
  2. 2019年2月15日発売[9]、ISBN 978-4-04-735290-2
  3. 2019年9月15日発売[10]、ISBN 978-4-04-735682-5
  4. 2020年6月15日発売[11]、ISBN 978-4-04-736096-9
  5. 2021年2月15日発売[12]、ISBN 978-4-04-736498-1
  6. 2022年8月12日発売[13]、ISBN 978-4-04-736921-4

### 漫画
- soy（原作）・無糖党（漫画）・m/g（キャラクター原案）『勿論、慰謝料請求いたします！』双葉社〈モンスターコミックスf〉、既刊7巻（2024年10月10日現在）
  1. 2019年2月28日発売[2][14]、ISBN 978-4-575-41050-1
  2. 2019年8月30日発売[15]、ISBN 978-4-575-41076-1
  3. 2020年4月15日発売[16]、ISBN 978-4-575-41111-9
  4. 2021年2月15日発売[17]、ISBN 978-4-575-41170-6
  5. 2021年12月15日発売[18]、ISBN 978-4-575-41355-7
  6. 2023年4月10日発売[19]、ISBN 978-4-575-41622-0
  7. 2024年10月10日発売[20]、ISBN 978-4-575-41988-7